# Puerto Villarroel (stad)
Puerto Villarroel (Quechua: Puerto Villarroel) is een kleine stad in het departement Cochabamba, Bolivia. Het is de hoofdplaats van de gelijknamige gemeente, gelegen in de Carrasco provincie. 
Bij de census van 2012 was ze naar aantal inwoners de 182ste stad van Bolivia. In de gemeente Puerto Villarroel spreekt 82,8 procent van de bevolking Quechua.

## Bevolking
| Jaar | Populatie |
| ---- | --------- |
| 1992 | 1.634     |
| 2001 | 1.778     |
| 2012 | 2.072     |